# Zea diploperennis
El teosinte diploperenne (Zea diploperennis) es una especie de planta,  pariente silvestre del maíz. Se clasifica dentro del género Zea perteneciente a la familia de las gramíneas junto con una gran variedad de cultivos agrícolas como el trigo, arroz, avena, sorgo, cebada y caña de azúcar. Además de ser nativo es endémico de México. Representa una fuente de genes para el mejoramiento del maíz. Su descubrimiento contribuyó a la creación de la Reserva de la biosfera Sierra de Manantlán.

## Distribución y hábitat
A excepción de Z. nicaraguensis y Z. mays huehuetenanguensis, los teocintles o teosintes son endémicos de México. Se distribuyen de manera natural exclusivamente en México, aunque algunos como los perennes están muy restringidos a Jalisco. Se han descubierto otras poblaciones en Nayarit y Michoacán.
Esta especie se localiza en la Sierra de Manantlán, en Jalisco. En clima subtropical subhúmedo semicálido o templado. Crece en altitudes entre los 1,350 y los 2,300 m s. n. m.

## Descripción
El teocintle es una planta herbácea robusta que crece formando grupos de plantas denominados “macollos”. Miden de 1 a 2.5 m de alto y sus hojas miden de 40 a 80 cm de largo y 4 a 5 cm de ancho. Sus flores masculinas crecen en inflorescencias con 12 a 13 ramas. Las femeninas dan origen a 5 a 10 semillas cilíndricas trapezoidales por espiga. Tiene varios tallos ramificados y numerosas “mazorquitas” naciendo en diferentes ramas con solo dos hileras de granos envueltos. Es interfértil con el maíz. 

### Nombres comunes
Es conocido como chapule, maíz chapule o milpilla.

## Taxonomía
El teocintle fue descrito por el biólogo mexicano Rafael Guzman en 1977. Pertenece al género Zea. Con base en las características de las espigas o inflorescencias masculinas del género Zea, se ha dividido en dos secciones: la sección Luxuriantes y la sección Zea. La sección Luxuriantes contiene cuatro especies los teocintles perennes (Z. diploperennis y Z. perennis) y los anuales (Z. luxurians y Z. nicaraguensis). La sección Zea contiene solo una especie (Z. mays) con cuatro subespecies.

### Clasificación
Sección Luxurians
- Zea diploperennis
- Zea perennis
- Zea luxurians
- Zea nicaraguensis

Sección Zea
- Zea mays
  - Zea mays subsp. mays
  - Zea mays subsp. mexicana
  - Zea mays subsp. parviglumis
  - Zea mays subsp. huehuetenanguensis